# Creston (Washington)
Creston es un pueblo ubicado en el condado de Lincoln en el estado estadounidense de Washington. En el año 2000 tenía una población de 232 habitantes y una densidad poblacional de 202,5 personas por km².

## Geografía
Creston se encuentra ubicada en las coordenadas 47°45′29″N 118°31′16″O / 47.75806, -118.52111.

## Demografía
Según la Oficina del Censo en 2000 los ingresos medios por hogar en la localidad eran de $25.417, y los ingresos medios por familia eran $33.250. Los hombres tenían unos ingresos medios de $30.833 frente a los $18.750 para las mujeres. La renta per cápita para la localidad era de $13.830. Alrededor del 20,0% de la población estaban por debajo del umbral de pobreza.